# Ардова, Анна Борисовна
А́нна Бори́совна А́рдова (род. 27 сентября 1969, Москва, РСФСР, СССР) — советская и российская актриса театра, кино, телевидения и дубляжа. Заслуженная артистка РФ (2018). Актриса Театра имени Маяковского (с 1995 года).
Известна по главной роли в ситкоме «Одна за всех» на телеканале «Домашний» и телесериале «Последний из Магикян».

## Биография
Родилась 27 сентября 1969 года в Москве в актёрской семье. В кино Анна начала сниматься с 14 лет — с 1983 года. С 16 лет пыталась поступить в театральные ВУЗы и только с пятой попытки поступила в ГИТИС (мастерская Андрея Гончарова), который окончила в 1994 году. Её однокурсниками были Никита Тюнин, Анна Воронова, Дмитрий Прокофьев, Даниил Спиваковский, Алевтина Добрынина.
С 1995 года — актриса Московского академического театра имени В. Маяковского.
На протяжении пяти сезонов играла в скетчкоме «Женская лига» на телеканале «ТНТ».
В 2009 году ей была предложена главная роль в шоу «Одна за всех» на телеканале «Домашний». Проект стал одним из главных хитов телеканала, а Ардова получила премию «ТЭФИ» за лучшую женскую роль в телесериале в 2010 году.

## Семья
- Отец — Борис Ардов (1940—2004), актёр, режиссёр, художник-постановщик мультипликационных фильмов. Мать — Мира Ардова (род. 1940), актриса, заслуженная артистка РСФСР (1986).
- Отчим — Игорь Старыгин (1946—2009), заслуженный артист РФ (1992). Отчим — Лев Давыдович Вайсман, театральный режиссёр. Ардова играла под его руководством в театре-студии Московского авиационного института.
- Единоутробная
- Дед — Виктор Ардов (Зигберман) (1900—1976), писатель, драматург. Бабушка — Нина Антоновна Ольшевская (1908—1991), актриса.
- Дяди: Алексей Баталов (1928—2017), народный артист СССР (1976). Михаил Ардов (род. 1937), писатель, протоирей Русской Православной Автономной Церкви.
- Дочь — Софья Ардова (род. 1996), актриса. Сын — Антон Шаврин (род. 2000), актёр.
- Первый муж — Даниил Спиваковский (род. 1969), заслуженный артист РФ (2007); прожили вместе одиннадцать месяцев, будучи студентами.
- Партнёр — Сергей Соколов[7], журналист — биологический отец Софьи Ардовой.
- Второй муж — Александр Шаврин (16 декабря 1960 — 30 декабря 2017), заслуженный артист России, актёр театра имени Маяковского. В марте 2017 года супруги официально развелись после 20 лет брака[8].

## Фамилия
По семейной легенде, предками Виктора Зигбермана с одной стороны были ашкеназские евреи, с другой — сефарды. Вначале он решил взять псевдоним Сефардов, а потом первые три буквы отпали, и получилось «Ардов».

## Роли в театре

### Московский академический театр имени Вл. Маяковского[11]
- «Банкрот» — Устинья Наумовна, сваха
- «Фарс только для взрослых» — Римка
- «Приключения Буратино» — лиса Алиса
- «Ящерица» — жена Красноречивого
- «Жертва века» — шансонетка
- «Женитьба» — дурочка
- «Розенкранц и Гильденстерн мёртвы» — Гертруда
- 1998 — «Чума на оба ваши дома!» — Розалина
- 2003 — «Карамазовы» — Мария Кондратьевна
- 2004 — «Развод по-женски» — Эдит
- 2012 — «Таланты и поклонники» — Смельская
- 2013 — «Август: Графство Осейдж» — Барбара

### Московский драматический театр имени К. С. Станиславского
- «Евграф — искатель приключений» (реж. Т. А. Ахрамкова) — Зоська

### Центр драматургии и режиссуры
- «Нинкина земля. Чужие» (реж. Е. Новикова) — Нинка

### Антреприза
- 2007 — «Свои люди» — Сваха
- 2017 — «Покровские ворота» — Маргарита Павловна Хоботова

### Театр «Ателье»
- 2017 — «Трактирщица», реж. В. Шамиров

## Фильмография

### Роли в кино
- 2002 — Простые истины — Лариса (299-я и 328-я серии)
- 2003 — Всегда говори «Всегда» — Изольда
- 2004 — Дети Арбата — Вероника, актриса
- 2004 — Тайна Голубой долины — Лилия Александровна
- 2004 — Только ты — Вера
- 2004 — Три мушкетёра — Арамис
- 2005 — Дело о «Мёртвых душах» — Марфа Семёновна, ключница
- 2005 — Фирменная история — Яблокова
- 2006 — Из пламя и света — ключница Дарья
- 2006 — Острог. Дело Фёдора Сеченова — Ирина Живцова, библиотекарша
- 2006 — 977
- 2006 — Солдаты 9—10 — Валя Покрошинская
- 2007 — Колобков. Настоящий полковник — Валя Покрошинская
- 2007 — Бешеная — Изольда
- 2007 — Путешествие во влюблённость — Мария Александровна, жена Виктора Анатольевича, мать Викторовичей, подруга Катерины Васильевны («Кошки») и Веры
- 2007 — 2008 — И всё-таки я люблю — Райка, соседка Веры
- 2007 — Репортёры — Ева
- 2008 — А я люблю женатого (Россия, Украина) — Татьяна
- 2008 — Королева — Раиса, мать Максима
- 2008 — Кружева — Галина Аркадьевна Швец, модельер
- 2008 — Почтальон — Екатерина Петровна
- 2008 — Счастливы вместе — Клара Цеткина, знакомая Даши
- 2008 — Холодное солнце — Ирина, подруга Елены
- 2008 — Человек без пистолета — хозяйка
- 2009 — Женщина-зима — Любовь Петровна, сестра Полины
- 2009 — Синдром Феникса — Лида, подруга Татьяны
- 2009 — Крыша — мама Даши
- 2009 — Огни большого города — Аня, секретарь в редакции
- 2010 — Школа для толстушек — Ксения
- 2010 — Путейцы 2 — Антонина
- 2011 — All inclusive, или Всё включено — Галя
- 2011 — Высоцкий. Спасибо, что живой — Изабелла Юрьевна, директор Дома культуры
- 2011 — Оплачено любовью — Тамара
- 2011 — Наследница — Лариса Витальевна, жена Петрова
- 2011 — Моя безумная семья — Алла Леонидовна
- 2012 — Настоящая любовь — Алла, психолог
- 2013 — All inclusive, или Всё включено 2 — Галя
- 2013 — 2015 — Последний из Магикян — Наталья Магикян
- 2013 — Берега любви — Вера
- 2013 — Соседи по разводу — Рита
- 2014 — Свадьбы не будет — Людмила, мать Нади
- 2014 — Дедушка моей мечты — Туся, соседка Белкиных
- 2015 — Тайна Снежной Королевы — атаманша
- 2016 — Помню — не помню! — Мария Петровна
- 2016 — Дневник новой русской — Алёна
- 2016 — Любовь и Сакс — Капитолина, хозяйка гостиницы
- 2017 — Сальса — Элеонора
- 2018 — Я подарю тебе рассвет — Мила (Людмила Степановна), крёстная Карины
- 2018 — Десять стрел для одной — Валентина
- 2018 — Ныряльщица за жемчугом — Валентина
- 2018 — Рассвет на горе Адама — Аня
- 2019 — Трудности выживания — Света Щукина, жена Антона
- 2020 — Золотой папа — Мария, супруга Фёдора, мама Лизы
- 2020 — За счастьем — Ирина Васильевна, кандидат филологических наук
- 2020 — Анатомия убийства 3 — Варвара Петровна Страхова
- 2021 — Из чувства долга — Дина Сергеевна
- 2021 — Счастье Серафимы — Серафима Кузнецова
- 2023 — Спасти единственного сына — Лика Булатова
- 2024 — Выбери меня — Вера, мама Ани
- 2024 — Последний богатырь. Наследие — мать Мико и Жико

### Телеспектакли
- 2002 — Чума на оба ваши дома! — Розалина

### Озвучивание
- 2010 — Снежная Королева — Атаманша
- 2013 — Алиса знает, что делать! — мама Алисы
- 2017 — Гурвинек: Волшебная игра — миссис Катарина
- 2022 — Суворов: Великое путешествие — Купчиха Пшеницына, мама Сони

### Дубляж
- 2012 — Замбезия — попугай
- 2013 — Университет монстров — миссис Склизли
- 2014 — Самолёты: Огонь и вода — Плюшка
- 2020 — Вперёд — Мантикора

## Клипы
- 1995 — «Браво» — «Ветер знает»
- 1998 — «Ногу Свело!» — «День рождения»

## Телепроекты
- 2013 — ведущая игры «Форт Боярд» на «Первом канале».
- 2021 — ведущая музыкальной программы «Кабаре „Чёрный кот“» на канале «ТВ Центр».

## Награды
- Заслуженная артистка Российской Федерации (3 мая 2018 года) — за большой вклад в развитие отечественной культуры и искусства, многолетнюю плодотворную деятельность[12].
- Знак отличия «За безупречную службу городу Москве» XXX лет (11 февраля 2025 года) — за многолетнюю плодотворную деятельность на благо города Москвы и москвичей[13].